# Vermentino

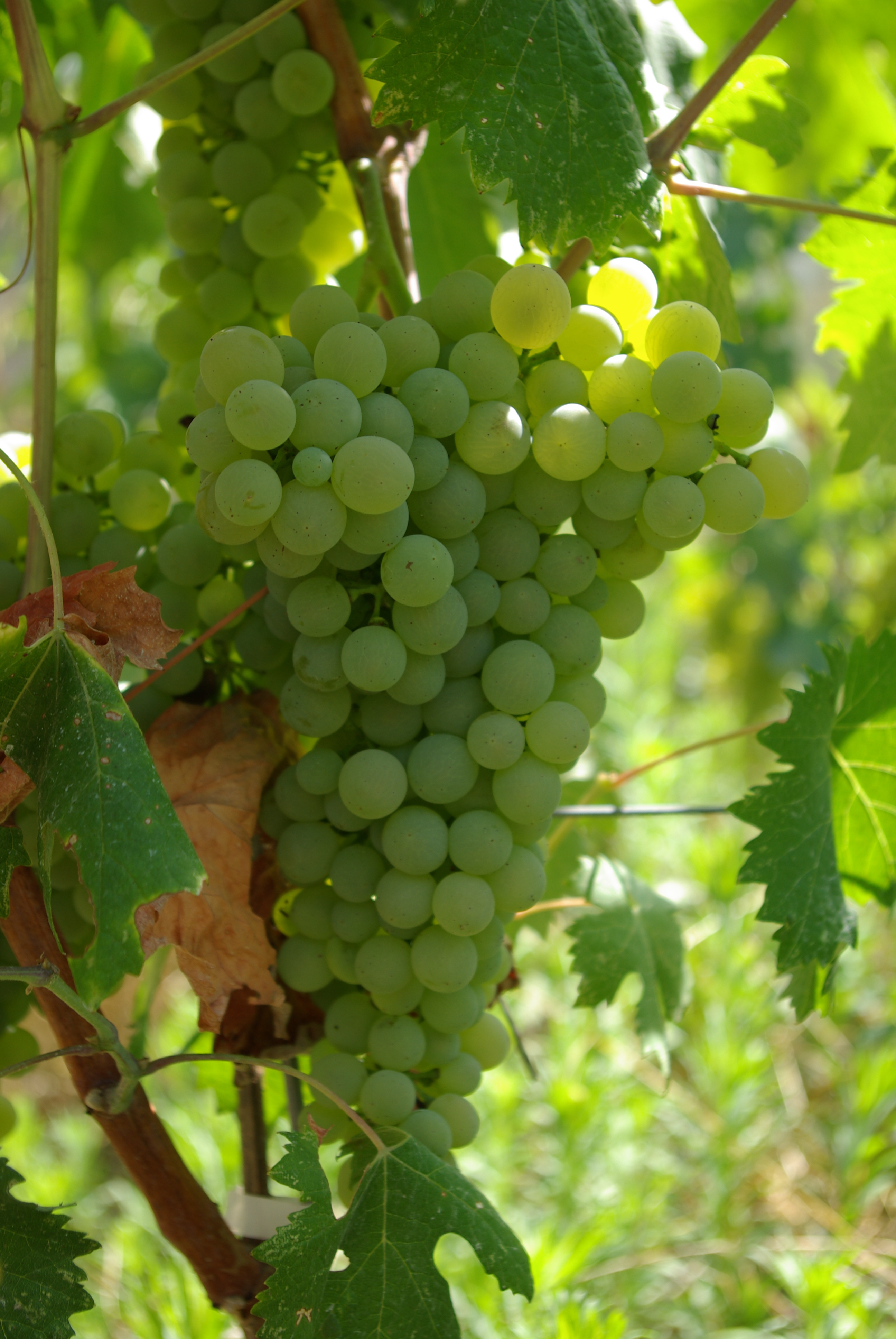
Racimo de vermentino.

La vermentino es una variedad de uva de piel clara. Es originaria de Italia. También está presente en Francia, España, Estados Unidos y Australia.

## Orígenes
Esta variedad se ha cultivado en la provincia de Sácer (región de Gallura, al norte de Cerdeña) desde el siglo XIV.
Ha habido diferentes hipótesis sobre el origen de la vermentino. El análisis de ADN conformó que era idéntica a la pigato de Liguria y a la favorita de Piamonte. No está claro si la vermentino es también idéntica a la variedad rollo, que se encuentra al este de la Provenza, en los alrededores de Niza, ya que "rolle" es un sinónimo de la vermentino.

## Regiones

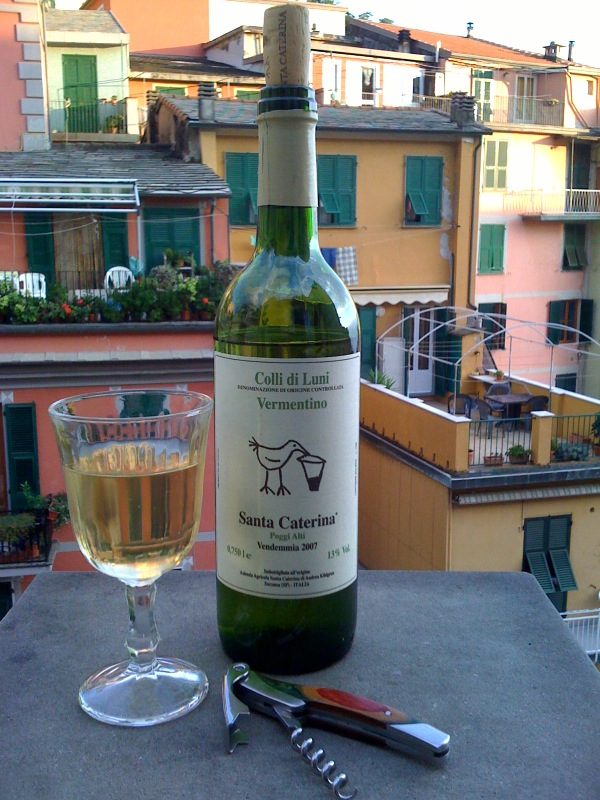
Un vermentino de la DOC Colli di Luni.

Es cultivada ampliamente en las regiones italianas de Cerdeña, Liguria (donde se la conoce como pigato) y el Piamonte (con el nombre favorita) También es cultivada en la Toscana. Se encuentra en las regiones francesas de Córcega, Languedoc-Rosellón y la Provenza.
También hay pequeños cultivos de esta variedad en las provincias españolas de Huelva Granada. y Almería.

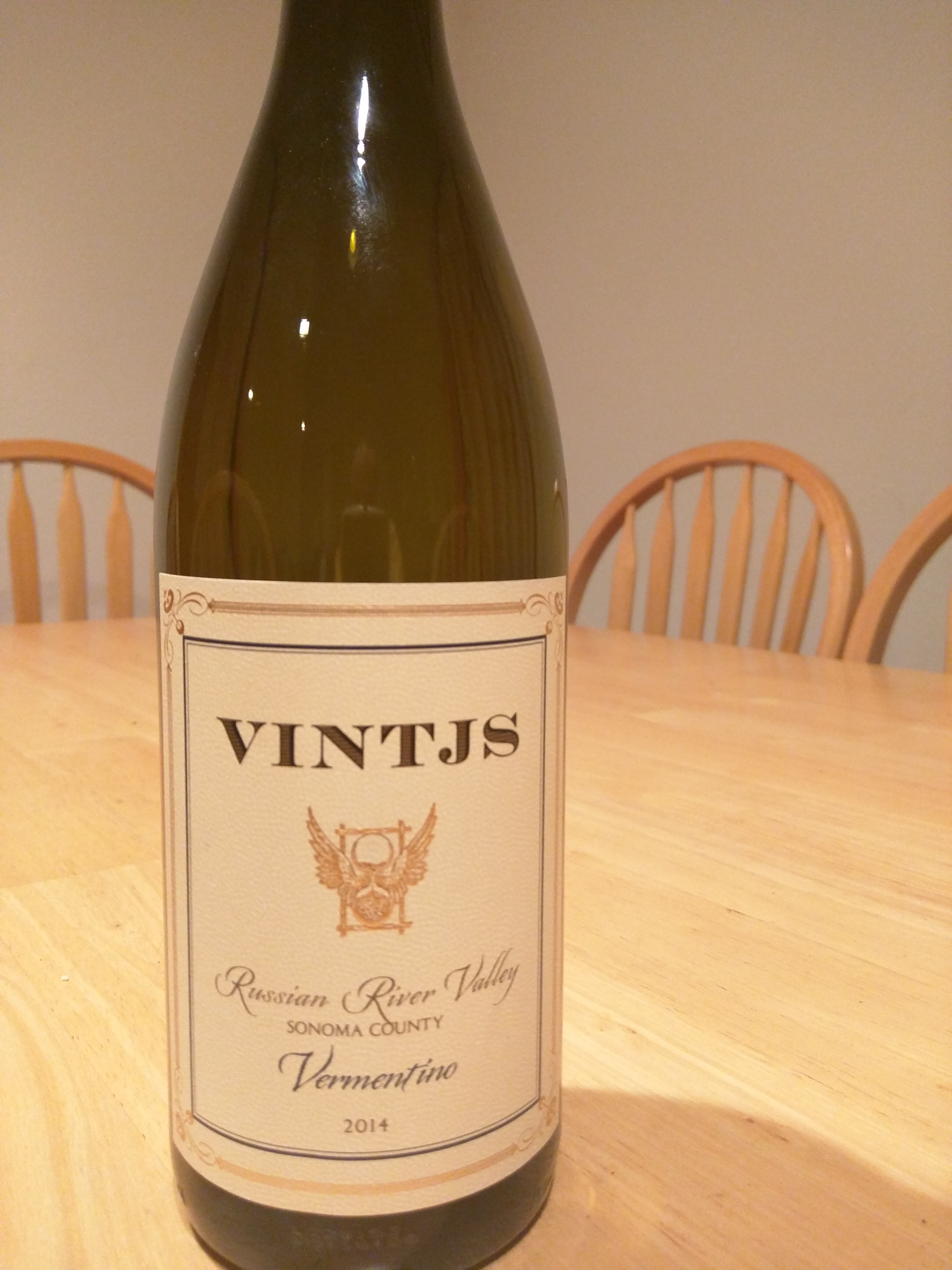
Un vermentino de California.

En Estados Unidos hay cultivos en California, Virginia y Carolina del Norte. En Australia está presente en junto al río Margaret, en Australia Occidental.

## Sinónimos
Los sinónimos de la vermentino son: agostenga, agostenga blanc, brustiano bianco, brustiano di corsica, carbes, carbesso, carica i'asino bianco, carica l'asino, favorita, favorita bianca, favorita bianca di conegliano, favorita d'Alba, favorita di Alba, favorita di conegliano, formentino, fourmentin,, garbesso, grosse clarette, karija l'osue, malvasia a bonifacio, malvasia grossa	malvasie, malvoisie, malvoisie a gros grains, malvoisie corse, malvoisie de corse, malvoisie precoce d'Espagne, piccabon, piga, pigato, rolle, rossese, sibirkovski, uva sapaiola, uva vermentino, valentin, varlentin, varresana bianca, vennentino, verlantin, vermentini, vermentino bianco, vermentino pigato y vermentinu.